# Jared Kushner
Jared Corey Kushner (sinh ngày 10 tháng 1 năm 1981) là một nhà đầu tư bất động sản, nhà phát triển, và nhà xuất bản người Mỹ. Anh là chủ sở hữu chính của tổ chức và công ty phát triển bất động sản Kushner và của Observer Media, nhà xuất bản của tờ tuần báo mạng New York Observer. Anh là con rể của Tổng thống thứ 45 và 47 của Hoa Kỳ, Donald Trump. Vào ngày 9 tháng 1 năm 2017, Kushner đã được bổ nhiệm làm cố vấn cấp cao Nhà Trắng cho cha vợ mình, Tổng thống Donald Trump. Anh rời khỏi văn phòng của mình tại Nhà trắng vào ngày 20 tháng 1 năm 2021.
Kushner là con trai của nhà phát triển bất động sản Mỹ Charles Kushner và kết hôn với Ivanka Trump, con gái của Tổng thống Mỹ Donald Trump. Anh là một trong những cố vấn cấp cao của chiến dịch tranh cử của Trump, và phát triển chiến lược truyền thông kỹ thuật số của Trump.
Trong năm 2007, công ty của cha mình, công ty Kushner, làm đơn trình mua tài sản đắt tiền nhất trong lịch sử Hoa Kỳ, tòa nhà 666 đại lộ Fifth Avenue. Trong năm 2011, Kushner mua lại Vornado Realty Trust là một đối tác 50% cổ phần trong quyền sở hữu của tòa nhà.

## Tuổi trẻ (1981-2007)
Kushner sinh trong hạt Livingston, bang New Jersey, là con của bà Seryl Kushner và cha là Charles Kushner, một nhà kinh doanh bất động sản. Ông bà nội của anh,  Reichel và Joseph Kushner là người Do Thái đã sống sót sau thảm họa Holocaust, họ đã đến Hoa Kỳ trong năm 1949 từ Navahrudak, bây giờ thuộc nước Belarus. Morris Stadtmauer là ông ngoại của Jared Kushner. Jared Kushner đã lê trong một gia đình Do Thái Chính thống hiện đại. Anh ấy đã tốt nghiệp trường Frisch, một trường cấp 2 dành cho người Do Thái trong năm 1999. Anh ấy là sinh viên danh dự và một thành viên của hùng biện, hockey và đội bóng rổ.
Kushner đã ghi danh tại trường đại học Harvard trong năm 1999. Nhà báo Daniel Golden đã cáo buộc rằng Kushner đã được chấp nhận từ việc cha anh ấy đã quyên góp và lịch sử của cha ông với trường đại học. Anh ấy đã được bầu vào Fly club, ủng hộ nhà Chabad, một trung tâm để truyền bá đạo Do Thái; mua và bán bất động sản trong Somerville, Massachusetts, như một phó chủ tịch của Somerville Building Associates (một bộ phận của công ty Kushner Companies). Phó chủ tịch khác của nó là chú ruột của ông, Richard Stadtmauer, sau đó là phó chủ tịch của Công ty Kushner. Liên doanh đã bị giải thể vào năm 2005 sau khi trả lại khoản lãi 20 triệu đô la
Kushner đã tốt nghiệp từ trường đại học New York trong 2007 với tấm bằng kép JD/MBA. Anh đã thực tập tại văn phòng của Manhattan District Attorney Robert Morgenthau's và tại Paul, Weiss, Rifkind, Wharton & Garrison LLP.

## Học vấn
Năm 2003, Kushner tốt nghiệp cử nhân hạng ưu tại Đại học Harvard ngành xã hội học.. Theo nhà báo Daniel Golden, Kushner và em trai của ông Joshua được nhận vào Harvard sau khi cha của họ đóng góp $ 2.500.000 cho trường này.
Trong khi còn là sinh viên tại Đại học Harvard, Kushner là một thành viên của Câu lạc bộ Fly và mua bán nhà ở Somerville, Massachusetts, kiếm được một lợi nhuận là $ 20 triệu.
Năm 2007 Kushner tốt nghiệp từ Đại học New York (NYU), nơi anh lấy bằng tiến sĩ luật và M.B.A. Trước đó cha anh đã cống hiến $ 3 triệu cho NYU vào năm 2001. Anh thực tập tại văn phòng luật sư quận Manhattan Robert Morgenthau và Paul, Weiss, Rifkind, Wharton & Garrison LLP..

## Việc bổ nhiệm Cố vấn cao cấp tổng thống Hoa Kỳ
Sau khi được bố vợ là Tổng thống Mỹ Donald Trump bổ nhiệm làm Cố vấn cấp cao, Kushner đã từ chức từ Observer Media và đặt các tài sản của mình vào một tổ chức tín thác do mẹ anh kiểm soát.
Bộ tư pháp Mỹ công bố ngày 20-1-2017 văn bản nêu quan điểm xác nhận việc ông Trump bổ nhiệm con rể ông là Jared Kushner làm cố vấn cấp cao Nhà Trắng là không phạm luật. Bộ này cho biết, căn cứ vào thẩm quyền tuyển dụng đặc biệt của tổng thống, các vị trí bổ nhiệm trong Nhà Trắng sẽ không vi phạm luật ngăn cấm tình trạng gia đình trị của chính phủ liên bang, ban hành năm 1967. Bộ trích dẫn một điều luật ra sau đó năm 1978 cho biết, tổng thống có quyền bổ nhiệm các thành viên trong đội ngũ nhân sự của Nhà Trắng mà không nhắc tới các điều luật khác.

## Gia đình
Em trai Jared Kushner, Joshua Kushner, nhỏ hơn 5 tuổi và cũng là một doanh nhân, hiện có quan hệ tình cảm với người mẫu Karlie Kloss (2017), lại ủng hộ đảng Dân chủ. Joshua nhiều năm từng đóng góp cả trên 100 ngàn USD cho các ứng cử viên đảng Dân chủ, đã tham dự vào cuộc Tuần hành phụ nữ 2017.